# استرلینگ هایتس (میشیگان)
استرلینگ هایتس، میشیگان (به انگلیسی: Sterling Heights, Michigan) یک شهر در ایالات متحده آمریکا با جمعیت ۱۲۹٬۶۹۹ نفر است که در میشیگان واقع شده‌است.